# 19 mai 1991
Le dimanche 19 mai 1991 est le 139e jour de l'année 1991.

## Naissances
- Antonio Tusseau, champion de karate Kyokushinkai français
- Brittani Kline, mannequin américaine
- Davide Mariani, joueur de football suisse
- Dawit Wolde, athlète éthiopien spécialiste des courses de demi-fond
- Dylan Remick, footballeur américain
- Choi Ji-man, joueur de baseball sud coréen
- Jordan Pruitt, chanteuse américaine
- Lindsey Pelas, mannequin et actrice américaine
- Lora Kitipova, joueuse bulgare de volley-ball
- Manon Le Bihan, handballeuse française
- Savannah Marshall, boxeuse britannique
- Skylar Kergil, militant américain transgenre
- Valentina, personnalité télévisée et drag queen américaine

## Décès
- Lloyd Butler (né le 11 novembre 1924), rameur américain
- Mario Panzeri (né le 11 octobre 1911), auteur et compositeur de chansons
- Nexhmedin Zajmi (né le 4 mars 1916), artiste albanais
- Odia Coates (née le 13 novembre 1941), musicienne américaine
- Rō Takenaka (né le 5 mai 1930), journaliste, anarchiste et critique japonais

## Événements
- Référendum sur l'indépendance de la Croatie de 1991
- Fin du tour d'Espagne 1991